# China Railway Construction Corporation
China Railway Construction Corporation Limited (CRCC) er en kinesisk jernbanekonstruktions-koncern med hovedkvarter i Beijing. Målt på omsætning er det verdens næststørste konstruktions- og ingeniørvirksomhed. Virksomheden blev i 2008 børsnoteret på Shanghai Stock Exchange og Hong Kong Stock Exchange.